# مارمينا
القديس مار مينا العجائبي الشهيد ميناس المصري (أيضًا مينا، ميناس، مينا، مينا) أحد قديسي الكنيسة القبطية الأرثوذكسية. شهيد وعامل عجائب، أحد أشهر القديسين الأقباط في الشرق والغرب، بسبب إلى كثرة المعجزات التي تنسب لشفاعته وصلواته. كان ميناس جنديًا قبطيًا في الجيش الروماني استشهد لأنه رفض التخلي عن عقيدته المسيحية. التاريخ المشترك لإحياء ذكرى إبنه هو 11 نوفمبر، والذي يحدث بعد 13 يومًا (24 نوفمبر) في التقويم اليولياني.
يُحْتَفَل بعيده كل عام في 15 حتحور في الكنيسة القبطية الأرثوذكسية بالإسكندرية، والذي يوافق 24 نوفمبر من التقويم الغريغوري. في الكنائس الأرثوذكسية الشرقية التي تتبع النمط القديم أو التقويم اليولياني، يُحْتَفَلُ بها أيضًا في 24 نوفمبر. في الكنائس الأرثوذكسية الشرقية التي تتبع النمط الجديد أو التقويم اليولياني المنقح، وكذلك في الكنيسة الكاثوليكية، يُحْتَفَلُ به في 11 نوفمبر.

## أصل اسم القديس
كان ميناس اسمه الأصلي، حسب القصة التي كانت والدته تسميه «مينا» لأنها سمعت صوتًا يقول آمين. ميناس (Μηνᾶς) هو معروف باليونانية والأرمنية، بينما في القبطية يُعرف بـ «مينا» (مينا).

## سيرة القديس
ولد القديس مينا في مصر سنة 285 في نقيوس قرب مدينة منوف حاليا. وكان أبواه مسيحيين مشهود لهما، واسم أبوه أودكسيس وأسم أمة أفومية. كانت والدته عاقر، ليس عندها أولاد وكانت تصلي بدموع كثيرة أمام صورة القديسة الطاهرة العذراء مريم وتطلب منها أن تتشفع لها عند الرب لينعم عليها بطفل. وفي مرة عندما انتهت من الصلاة سمعت صوت يقول «أمين». وعندما استجاب لها الرب وأعطاها أبناً أسمته مينـا.
كان أبوه يحتل مركز كبير في الإمبراطورية الرومانية، ولكنه مات عندما كان عمر مينا 14 عاماً. وبعد ذلك التحق مينا بالجندية (الجيش) وأعطي مركز كبيرا نظراً لشهرة أبوه. أرسله الإمبراطور إلى الجزائر ولكنه استقال من الجندية بعد ثلاث سنوات.

القديس مينا اتجه إلى الصحراء وقرر أن يعيش حياة مختلفة ويكرس قلبه وحياته للرب يسوع. عاش خمسة اعوام كناسك وكان يشاهد رؤى مختلفة عن ملائكة تتوج شهداء بتيجان (أكاليل) شديدة الجمال. وذات يوم وهو يفكر في هذه الظهورات سمع صوت يقول له
«مبارك أنت يا أبا مينا، لأنك دعيت لحياة التقوى منذ حداثتك، فأنك سوف تستحق ثلاثة أكاليل، أكليل البتولية، وأكليل النسك والثالث اكليل الشهادة لأنك سوف تستشهد على اسم المخلص».

## الحياة والاستشهاد

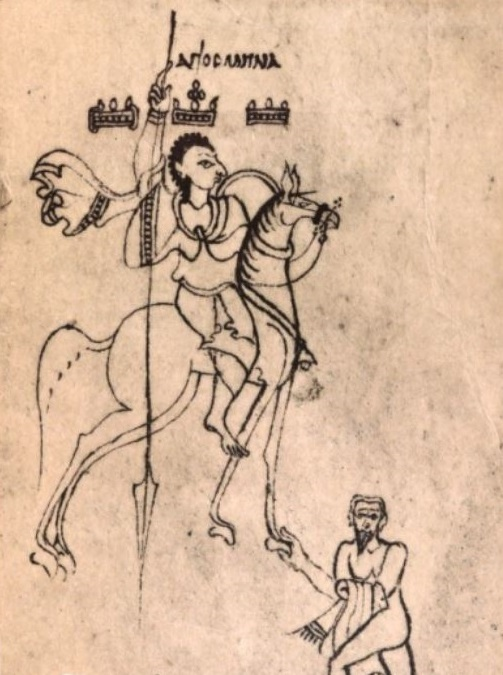
القديس ميناس ورجل القارب على مخطوطة ماقورية من سنة 1000.

كان القديس مشغول دائماً بالتفكير ومتشوق إلى الحياة العظيمة في السماء. وفي شجاعة غامرة ذهب إلى الوالي ليعلن له عن ايمانه بالمسيح. فأمر الوالي بتعذيبه بعذابات كثيرة متنوعة ولكن مارمينا تحمل هذه الآلام مما جذب وثنيين كثيرين ليس للمسيحية فقط ولكن للشهادة أيضاً.
وبعد عدة سنوات، كان أحد الرعاة يرعى الغنم في هذه المنطقة، وكان عنده خروف مريض وقع على الأرض، وعندما قام الخروف أندهش جداً الراعي لأن الخروف شفي تماما من مرضه. انتشرت هذه القصة بسرعة وكان بعض المرضى يأتون لهذا المكان وعندما يجلسون على الرمال في هذا الموضع يبرءون مهما كان نوع المرض.
وفي هذا الوقت كان للملك زينون وهو محب للمسيح، ابنة مريضة مرض شديد جداً ولم يستطع أحد علاجها، فأقترح عليه مستشاريه أن يجرب زيارة هذا المكان. ولما ذهبت أبنة المللك لهذا المكان وضعت رمل من المكان على جسمها، وفي الليل ظهر لها القديس مار مينا في حلم، واخبرها ان جسده مدفون في هذا المكان. وفي الصباح ذهبت للاستحمام في بحيرة مريوت فشفيت من مرضها، فأخبرت الخدم الذين معها بالرؤية التي رأتها. ولما علم والدها الملك زينون بما حدث أمر بحفر المكان واخراج جسد مارمينا المقدس وبناء كاتدرائية عظيمة في هذا المكان. وكذلك حث الاغنياء على بناء قصور ومساكن لهم في هذا المكان. ولم يمضي وقت طويل حتى أصبح هناك مدينة عظيمة تحمل اسم القديس في هذا المكان. وكانت معروفة بمدينة الرخام لفخامة مبانيها الرخامية. وكان مرضى كثيرين من جميع انحاء العالم يأتون لزيارة هذا المكان وكانوا يشفون من أمراضهم بشفاعة القديس مارمينا العجايبي لأن عجائب ومعجزات كثيرة حصلت بسبب شفاعته. وكانت القوارير الخزفية (زجاجات مصنوعة من الطين) مملوءة بالماء أو الزيت للبركة تعطى للزائرين. وظلت المدينة عظيمة حتى دخول العرب مصر، بدأ الإهمال والخراب في المدينة. وفي زمن هارون الرشيد حدث هجوم وحشي على المدينة وحرقت معظم أرجاءها. وفي زمن الوالي المأمون وكان والي على مصر أمر بهدم المدينة كلها. واستولى على الأعمدة الرخامية واستخدمها في بناء القصور والمساجد.
في القرن الرابع عشر وجد بعض الناس في مريوت صندوق خشبي. فأحضروا هذا الصندوق إلى الحاكم، ففتحه فوجد داخله مجموعة من العظام ملفوفة في قماش. فأمر الطباخ برمي الصندوق في النار. وبعد ذلك ذهب الطباخ في الليل ليعد الطعام وجد عمود من النور صاعد من النار من موضع عظام القديس. أمر البابا بنيامين بنقل عظام القديس إلى كنيسة القديس مارمينا بفم الخليج (مصر القديمة – القاهرة).
في القرن العشرين فقط بدأت بعثات عالمية البحث عن المدينة الأثرية المخربة. وبعد أن أصبح القديس البابا كيرلس السادس بطريركاً عام 1958م وضع حجر الأساس لدير كبير وكاتدرائية عظيمة على أسم الشهيد مارمينا في موضع قريب من مكان المدينة الأثرية. وكان البابا كيرلس من قبل أن يصبح بطريركاً محب للقديس مارمينا وأصبحت تربطهم صداقة مقدسة تربط القديسين في السماء مع الناس على الأرض.
وفي أيام القديس البابا كيرلس السادس المباركة أنعم الله علينا بدير عظيم للشهيد مارمينا لكي نزوره ونطلب صلواته وشفاعته لأجلنا أمام رب المجد. وبعد نياحة البابا كيرلس السادس دفن جسده الطاهر في دير مارمينا حبيبه حسب رغبته.

## جسد القديس الطاهر

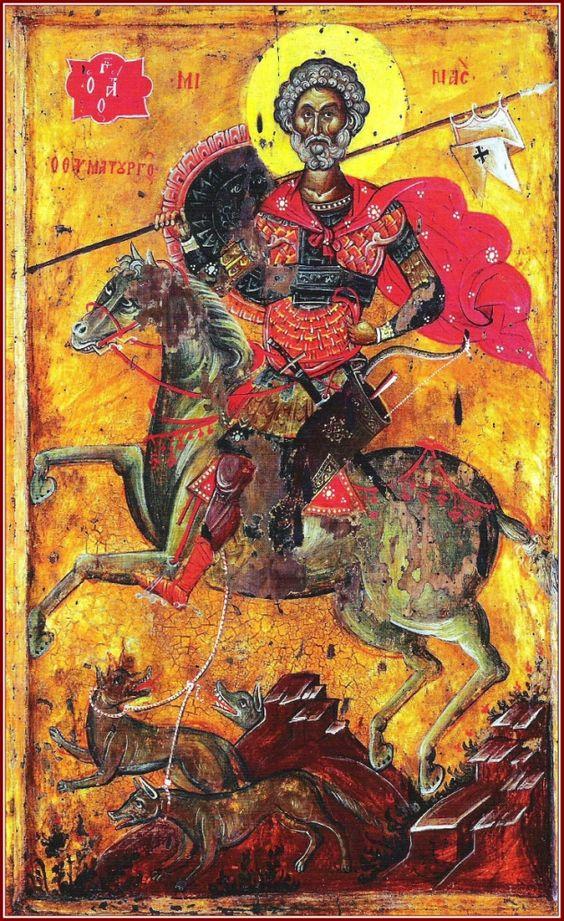
أيقونة القديس ميناس من القرن السادس عشر داخل كنيسة الهيكل في كاستوريا، اليونان

وعندما استشهد القديس مارمينا حاولوا حرق جسده الطاهر فأوقدا نار كبيرة ووضعوا فيها جسده الطاهر ولكن النار لم تؤثر فيه. ثم قامت شقيقة ميناس برشوة الجنود وتمكنت من نقل الجثة. صعدت على متن سفينة متجهة إلى الإسكندرية، حيث وضعت جسده في الكنيسة. وبعد ذلك جاء بعض المؤمنين ووضعوا جسد مارمينا الطاهر على جمل واتجهوا إلى الصحراء الغربية بالقرب من بئر ماء في نهاية بحيرة مريوط، ليس بعيدًا عن الإسكندرية. وعند موضع معين توقف الجمل ولم يستطيعوا تحريك الجمل بكل الطرق. أخذ المسيحيون هذه العلامة من الله ودفنوا جسد ميناس هناك. فقاموا بدفن الجسد الطاهر في هذا المكان.(في هذا المكان الآن يوجد دير الشهيد العظيم مارمينا العجايبي في مريوت بالقرب من الإسكندرية)
البربر من برقة ثار ضد المدن في مختلف أنحاء الإسكندرية. عندما كان الناس يستعدون لمواجهتهم، قرر الحاكم الروماني أن يأخذ جثة ميناس سرا معه ليكون منقذه وحاميها القوي. وببركات ميناس تغلب الحاكم على البربر وعاد منتصرًا. لكنه قرر عدم إعادة الجثة إلى مكانها الأصلي وأراد نقلها إلى الإسكندرية. في طريق العودة، عندما مروا بالقرب من بحيرة مريوط في نفس المكان الذي دُفن فيه الجسد في الأصل، انحنى الجمل الذي يحمل الجثة على ركبتيه ولم يتحرك. كان الناس ينقلون الجسد إلى جمل آخر، لكن الجمل الثاني لم يتحرك أيضًا. أدرك الوالي أخيرًا أن هذا كان أمر الله. صنع تابوتًا من خشب مقاوم للعفن ووضع فيه التابوت الفضي.

## تبجيل

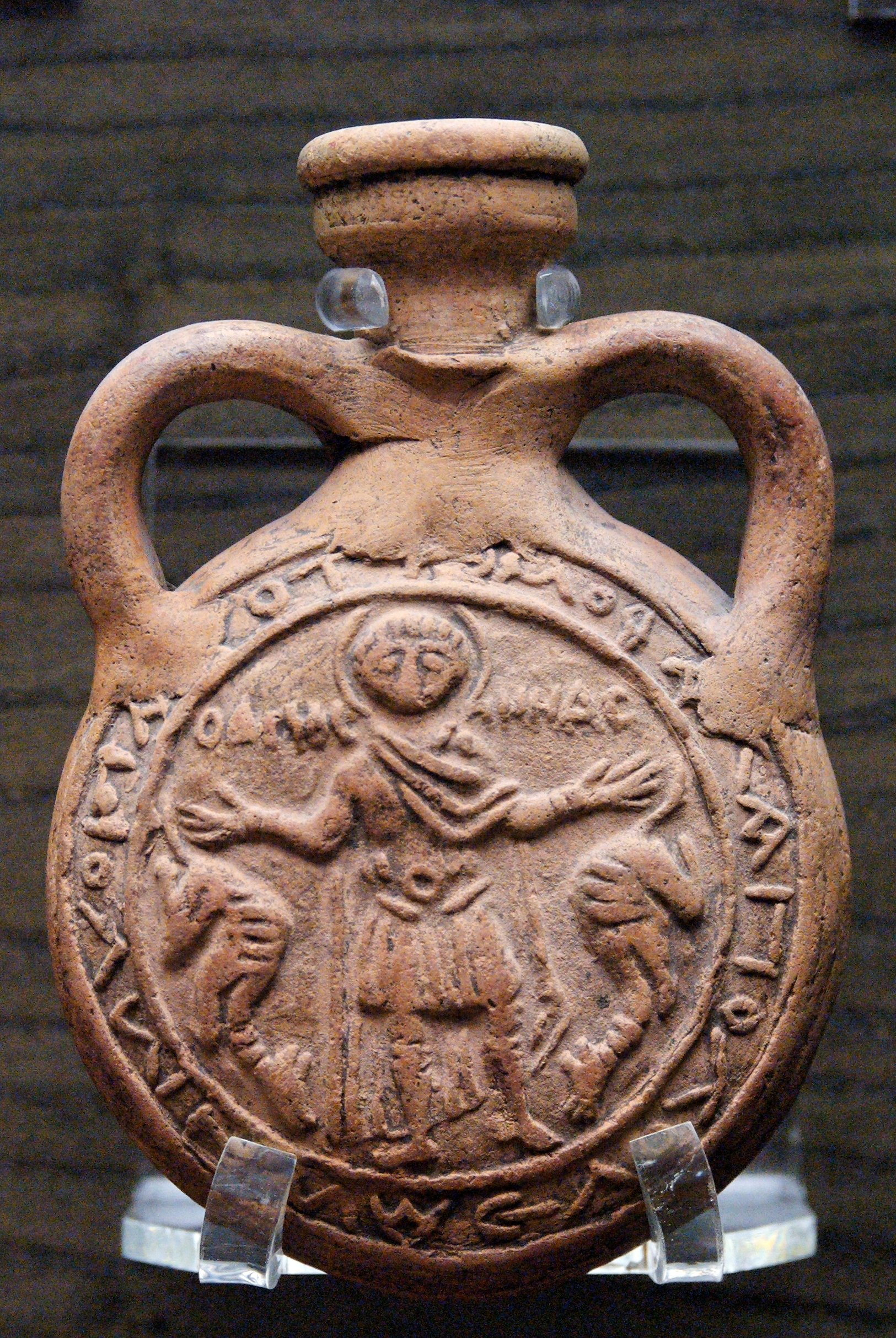
أُعجبت قارورة ميناس المصنوعة من الطين المصنوع من الطين بالقديس مينا بين جملين، بيزنطيين، ربما صنعت في أبو مينا، مصر، ج. من القرن السادس إلى السابع. (متحف اللوفر)

تذكر معظم إصدارات القصة أن موقع القبر قد نُسي بعد ذلك حتى أعاد اكتشافه بأعجوبة من قبل راعي محلي. كان راع يرعى شاة في ذلك المكان، وسقط شاة مريضة على الأرض. وبينما كانت تكافح للوقوف على قدميها مرة أخرى، تم شفاء الجرب. انتشرت القصة بسرعة وتعافى المرضى الذين جاؤوا إلى هذه البقعة من أي أمراض أصيبوا بها بمجرد الاستلقاء على الأرض. يصف السنكساريوم الإثيوبي قسطنطين الأول بإرسال ابنته المريضة إلى الراعي للشفاء، وينسب إليها الفضل في العثور على جثة ميناس، وبعد ذلك أمر قسطنطين ببناء كنيسة في الموقع. حلت بعض إصدارات القصة محل قسطنطين بالإمبراطور زينو في أواخر القرن الخامس، لكن علماء الآثار أرخوا الأساس الأصلي في أواخر القرن الرابع. وفقًا لنسخة زينو، كانت ابنته مصابة بالجذام واقترح عليها مستشاروه أن تجرب ذلك المكان، وقد فعلت. في الليل ظهر ميناس للفتاة وأخبرها أن جثته دفنت في ذلك المكان. في صباح اليوم التالي، شُفيت ابنة زينو وأبلغت خدامها عن رؤيتها للقديس. أمر زينو على الفور بحفر جثة مينا وبناء كاتدرائية هناك.
بعد استشهاده في أوائل القرن الرابع، اشتهر ميناس بقدراته الخارقة في الشفاء. تركزت عبادة القديس ميناس في أبو مينا بالقرب من الإسكندرية. اعتاد المرضى من جميع أنحاء العالم المسيحي زيارة تلك المدينة وتم شفائهم من خلال شفاعات ميناس، الذي أصبح يعرف باسم صانع العجائب. اليوم، عُثِّر على العديد من قوارير ميناس الطينية الصغيرة، أو زجاجات المياه المقدسة أو الزيت التي يُخْتَم اسم وصورة القديس عليها، من قبل علماء الآثار في بلدان متنوعة حول عالم البحر الأبيض المتوسط، مثل هايدلبرغ في ألمانيا، وميلانو في إيطاليا، ودالماتيا في كرواتيا، مرسيليا في فرنسا، دنقلا في السودان، ميولس (شيشاير) في إنجلترا، ومدينة القدس المقدسة، وكذلك تركيا الحديثة وإريتريا. كان الحجاج يشترون هذه الزجاجات ويعيدونها إلى أقاربهم.

### رعاية
ميناس هو شفيع العديد من المدن الألمانية والسويسرية. تم تبجيله كحامي الحجاج والتجار. ويشتهر القديس ميناس أيضًا بعلاج العديد من الأمراض.

### الايقونية
يظهر ميناس بشكل عام بين جملين، الحيوانات التي، حسب الأسطورة، أعادت جسده إلى مصر لدفنها.

## قديس عسكري
على الأرجح مينا المريوطي، ومينا كوتياس، ومينا القسطنطينية، هم نفس الشخص الذي كُرِّم في أماكن مختلفة. يُطلق على ميناس أحيانًا اسم مينا الجندي ويُطلق عليه أيضًا «العامل العجيب» في الغرب، حيث يُقدَّر كقديس عسكري.

## الدير الجديد وكاتدرائية القديس مينا
بمجرد أن أصبح البابا كيرلس السادس بطريركًا على عرش القديس مرقس، بدأ في وضع أسس دير كبير قريب من أنقاض المدينة القديمة. يعد دير القديس مينا اليوم من أشهر الأديرة في مصر. يقع في هذا الدير رفات القديس مينا وكذلك رفات البابا كيرلس السادس من الإسكندرية. تم تدمير كاتدرائية القديس مينا خلال الغزوات العربية في القرن السابع.

## معركة العلمين

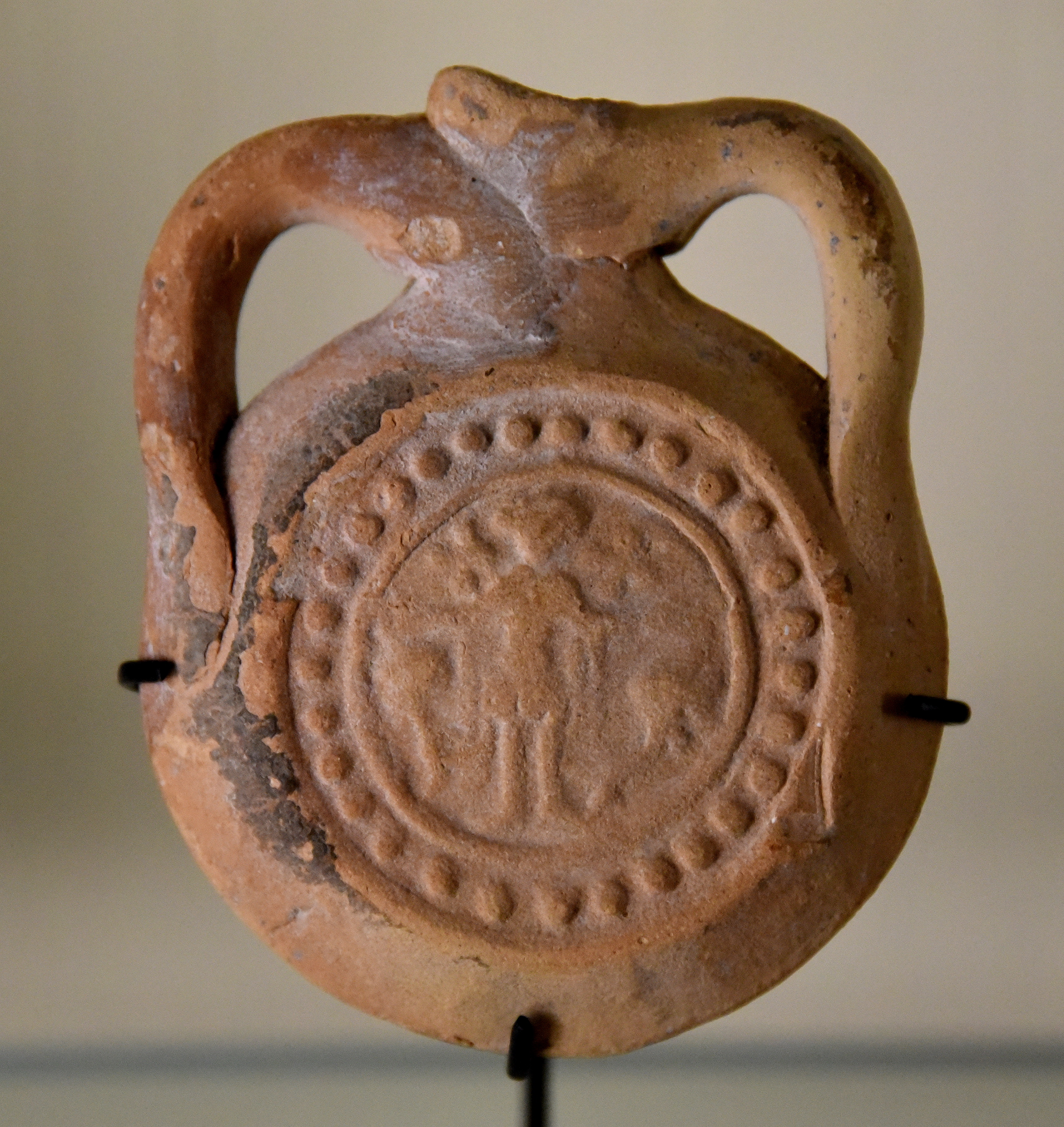
زجاجة الحج الفخارية لتخزين المياه من نبع القديس ميناس. الفترة البيزنطية. من الإسكندرية، مصر. متحف بيتري للآثار المصرية بلندن

وبدا نتيجة معركة العلمين القادمة مؤكدة. خلال ليلة الخطبة الأولى، عند منتصف الليل، خرج القديس ميناس من كنيسته المدمرة وظهر وسط المعسكر الألماني على رأس قافلة من الجمال، تمامًا كما ظهر على جدران الكنيسة المدمرة في واحدة. من اللوحات الجدارية التي تصور معجزاته. أدى هذا الظهور المذهل والمرعب إلى تقويض الروح المعنوية الألمانية لدرجة أنه ساهم في الانتصار الرائع للحلفاء. قال ونستون تشرشل عن هذا الانتصار: "الآن هذه ليست النهاية. إنها ليست حتى بداية النهاية، لكنها ربما تكون نهاية البداية ". كما كتب: "قبل العلمين لم ننتصر قط. بعد العلمين، لم نشهد هزيمة.

## وصلات خارجية
- مارمينا

- الموقع الرسمى لدير مار مينا بمدينة مارويت
- الشهيد ميناس
- العاج بيكسيس مع سانت مينا، المتحف البريطاني
- «الشهيد ميناس مصر» الكنيسة الأرثوذكسية بأمريكا